# 광양공설운동장 보조경기장
광양공설운동장 보조경기장(光陽公設運動場補助競技場, Gwangyang Public Auxiliary Stadium)은 대한민국 전라남도 광양시에 있는 스포츠 시설이다. 광양공설운동장 인근에 조성되었으며 축구 경기장 2면으로 구성되어 있다.

## 참고 문헌
- 《전국 공공체육 시설 현황 (2017년말 기준)》. 대한민국 문화체육관광부. 2019.

## 같이 보기
- 광양공설운동장